# Медаль Иоахима Неандера
Медаль Иоахима Неандера (нем. Joachim-Neander-Medaille) — награда Евангелической церкви Рейнской области.
Название происходит от имени теолога и автора гимнов Иоахима Неандера. Премия присуждается за выдающуюся деятельность в области церковной музыки на территории региональной церкви.
Премия была инициирована музыкальным руководителем Государственной церкви Ульрихом Цыганеком и впервые вручена в 2024 году. Основной акцент должен меняться каждый год. В 2024 году были отмечены 17 проектов в области музыкальной работы с детьми и молодежью.

## Лауреаты премии (выборка)
- 2024: Вупперталер Курренде (Wuppertaler Kurrende) — старейший хор мальчиков на территории Евангелической церкви в Рейнской области, основанный в 1924 году.[2]